# Toomas Liivak
Toomas Liivak (Tartu, 10 settembre 1970) è un ex cestista estone, fino al 1991 sovietico.

## Carriera
Con l'Estonia ha disputato i Campionati europei del 2001.